# Všekary
Všekary (deutsch Schekarschen) ist eine Gemeinde in Tschechien. Sie liegt fünf Kilometer westlich von Holýšov und gehört zum Okres Plzeň-jih.

## Geographie
Všekary befindet sich südlich des Horzina-Waldes am Südhang des Boušov (Scharaberg, 476 m) im Pilsener Hügelland. Im Dorf entspringt der Bach Neuměřský potok. Nordöstlich erheben sich der Na Plachtě (456 m) und die Hořina (Horzina, 404 m), im Südwesten der Nad Skalkou (452 m), westlich der U Svaté Barbory (490 m) sowie im Nordwesten die Dvanáctka (475 m). Gegen Osten liegt das ehemalige Militärgebiet Holýšov.
Nachbarorte sind Boušov und Hradišťany im Norden, Honezovice, Lisov und Hradec im Nordosten, Hamerský Mlýn und Trubce im Osten, Neuměř und Kvíčovice im Südosten, Štichov, Vránov und Puclice im Süden, Čečovice und Bukovec im Südwesten, Svatá Barbora, Nemněnice, Ostromeč und Charlotta im Westen sowie Černovice, Jivjany und Zálezly im Nordwesten.

## Geschichte
Die erste urkundliche Erwähnung von Wsecar erfolgte im Jahre 1115 als Besitz des Klosters Kladruby. 1186 wurde der Ort als Vssekar bezeichnet. Wann das Dorf an weltliche Besitzer überging, ist nicht bekannt. 1364 wurde es erstmals in einer Beschreibung der den Herren von Welhartitz gehörigen Herrschaft Čečovice aufgeführt. Zu Ende des 14. Jahrhunderts lässt sich erstmals die tschechische Namensform u Všekařiech nachweisen. 1546 kaufte Johann der Jüngere Lobkowicz von Hassenstein die Herrschaft Čečovice auf und vereinigte sie mit seiner Herrschaft Bischofteinitz. 1587 überließ er die Herrschaft seinem Halbbruder Wilhelm Popel von Lobkowicz, im Urbar der Herrschaft sind für Všekary dabei neun Bauern aufgeführt. Dessen Güter wurden nach der Schlacht am Weißen Berg konfisziert und durch die Böhmische Kammer an Maximilian von und zu Trauttmansdorff verkauft. Bis zur Mitte des 19. Jahrhunderts blieb das Dorf nach Bischofteinitz untertänig.
Nach der Aufhebung der Patrimonialherrschaft bildete Všekary/Schekarschen ab 1850 eine Gemeinde im Klattauer Kreis und Gerichtsbezirk Bischofteinitz. Ab 1868 gehörte die Gemeinde zum Bezirk Bischofteinitz. Am Übergang zwischen dem 19. und 20. Jahrhundert wurde neben der St.-Barbara-Kirche eine Schule gebaut. Nach dem Zweiten Weltkrieg wurde die Grafen Trauttmansdorff enteignet. 1949 wurde die Gemeinde dem Okres Stod zugewiesen, seit dessen Aufhebung im Jahre 1960 gehörte sie zum Okres Domažlice. 1960 erfolgte die Eingemeindung nach Neuměř und 1980 nach Kvíčovice. Zwischen 1984 und 1990 war Všekary ein Ortsteil von Holýšov. Zum 1. Januar 2021 wechselte die Gemeinde in den Okres Plzeň-jih.

## Bergbau
Westlich von Všekary befindet sich ein altes Bergbaugebiet. Das Eisenbergwerk Charlotte wurde bereits im 18. Jahrhundert betrieben. Die Gewerkschaft Charlotte erwarb später auch die Grube St. Barbara. Nach dem Ersten Weltkrieg übernahm die auf Zinkbergbau spezialisierte Bergwerksgesellschaft Georg von Giesches Erben den Grubenbetrieb. Die neue Schachtanlage der Grube St. Barbara erreichte eine Teufe von 300 Meter. Gefördert wurden Bleiglanz, Galmei und etwas Schwefelkies. Da der Ertrag unter den Erwartungen blieb, ließ die Bergwerksgesellschaft die Lagerstätten Tscharlowitz und St. Barbara durch Geophysiker neu begutachten. Das wenig Erfolg versprechende Resultat führte 1929 zur Stilllegung beider Gruben. Die Direktorenvilla in Charlotte wurden an den Generaldirektor Müller der Pilsner Brauereien verkauft, die Schächte verwahrt und ein Teil der Tagegebäude abgerissen. Im Wald zwischen der St.-Barbara-Kirche und der Siedlung Charlotta finden sich heute Relikte des früheren Bergbaus, darunter ein Wetterschacht, Fundamente von Tagegebäuden und Reste von Fördertürmen.

## Gemeindegliederung
Für die Gemeinde Všekary sind keine Ortsteile ausgewiesen. Zu Všekary gehören der Weiler Boušov (Schara) und Einschicht Svatá Barbora (St. Barbara).

## Sehenswürdigkeiten

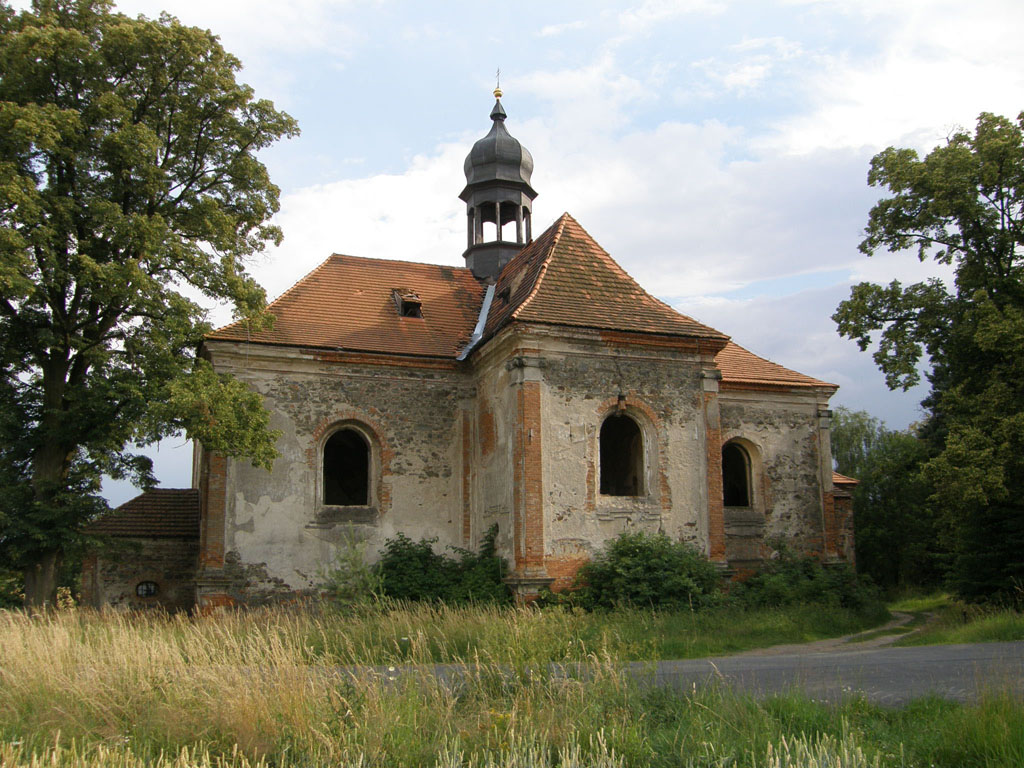
Kirche der hl. Barbara

- Kirche der hl. Barbara, erbaut von 1717 bis 1724, einen Kilometer westlich von Všekary an der Straße nach Charlotta
- Spätbarocke Kapelle des hl. Johannes von Nepomuk auf dem Dorfplatz
- Gedenkstein für die Gefallenen beider Weltkriege, auf dem Dorfplatz